# Стасін (гміна Юзефув-над-Віслою)
Стасін (пол. Stasin) — село в Польщі, у гміні Юзефув-над-Віслою Опольського повіту Люблінського воєводства.
Населення — 61 особа (2011).

## Демографія
Демографічна структура станом на 31 березня 2011 року:
|          | Загалом | Допрацездатний вік | Працездатний вік | Постпрацездатний вік |
| -------- | ------- | ------------------ | ---------------- | -------------------- |
| Чоловіки | 30      | 6                  | 21               | 3                    |
| Жінки    | 31      | 4                  | 18               | 9                    |
| Разом    | 61      | 10                 | 39               | 12                   |